# Giuseppe Bommarito (velocista)
Giuseppe Bommarito (Terrasini, 3 novembre 1933) è un ex velocista italiano.

## Biografia
Nato nel 1933 a Terrasini, in provincia di Palermo, nel 1958 è stato campione italiano nella staffetta 4×400 m, in 3'17"0, con la Ass. Generali Palermo, insieme a Secondo Lo Grasso, Paolo Puleo e Giovanni Scavo.
A 26 anni ha partecipato ai Giochi olimpici di Roma 1960, nei 400 m piani, uscendo ai quarti di finale, 5º con il tempo di 47"5, dopo aver passato la sua batteria da 3º in 48"6, e nella staffetta 4×400 m con Nereo Fossati, Mario Fraschini e Renato Panciera, venendo eliminato in semifinale, 4º con il tempo di 3'07"83, dopo aver passato la sua batteria da 3º in 3'10"00.

## Palmarès
| Anno | Manifestazione  | Sede | Evento            | Risultato        | Prestazione | Note |
| ---- | --------------- | ---- | ----------------- | ---------------- | ----------- | ---- |
| 1960 | Giochi olimpici | Roma | 400 m piani       | Quarti di finale | 47"5        |      |
| 1960 | Giochi olimpici | Roma | Staffetta 4×400 m | Semifinale       | 3'07"83     |      |

## Campionati nazionali
- 1 volta campione nazionale assoluto della staffetta 4×400 m (1958)

1958
- Oro ai campionati italiani assoluti, 4×400 m - 3'17"0